# Абаптация
Абаптация — обусловленность признаков организма предшествующими поколениями его вида и их условиями жизни. В теории естественного отбора концепция абаптации в некоторой степени конкурирует с утверждением об адаптации организмов, так как последнее неявным образом предполагает наличие некоего замысла или предвидения, что очевидно не могло иметь места в реальности.

## Этимология
Термин «абаптация» (abaptation) создан по аналогии со словом «адаптация» (adaptation), но приставка ad-, значащая усиление или добавление, заменена приставкой ab-, означающей «отнятие». И если «адаптация» — это «прибавление приспособленности», то «абаптация» — «отнятие приспособленности».